# Kostel svatého Václava (Holubice)
Kostel svatého Václava je římskokatolický chrám v Holubicích v okrese Vyškov. Jde o filiální kostel farnosti Pozořice.

## Historie
Kostel byl postaven a předán slavnostně veřejnosti 14. července 1929. Postaven byl z finančních sbírek obyvatel obce. Chrám měl zpočátku čtyři zvony z dílny Rudolfa Manouška, ty však byly konfiskovány v roce 1943. Nové zvony byly pořízeny v roce 1972.